# Riama luctuosa
Espèce
Synonymes
- Ecpleopus luctuosa Peters, 1863

Statut de conservation UICN

 LC  : Préoccupation mineure
Riama luctuosa est une espèce de sauriens de la famille des Gymnophthalmidae.

## Répartition et habitat
Cette espèce est endémique de l'État d'Aragua au Venezuela. On la trouve entre 1 100 et 1 930 m d'altitude. Elle vit dans la forêt de nuage.

## Publication originale
- Peters, 1863 "1862" : Über Cercosaura und die mit dieser Gattung verwandten Eidechsen aus Südamerika. Abhandlungen der Königlichen Akademie der Wissenschaften zu Berlin, vol. 1862, p. 165-225 (texte intégral).